# Micranthes tolmiei
Micranthes tolmiei är en stenbräckeväxtart som först beskrevs av John Torrey och A.Gray, och fick sitt nu gällande namn av Luc Brouillet och Gornall. Micranthes tolmiei ingår i släktet rosettbräckor, och familjen stenbräckeväxter. Inga underarter finns listade i Catalogue of Life.

## Bildgalleri

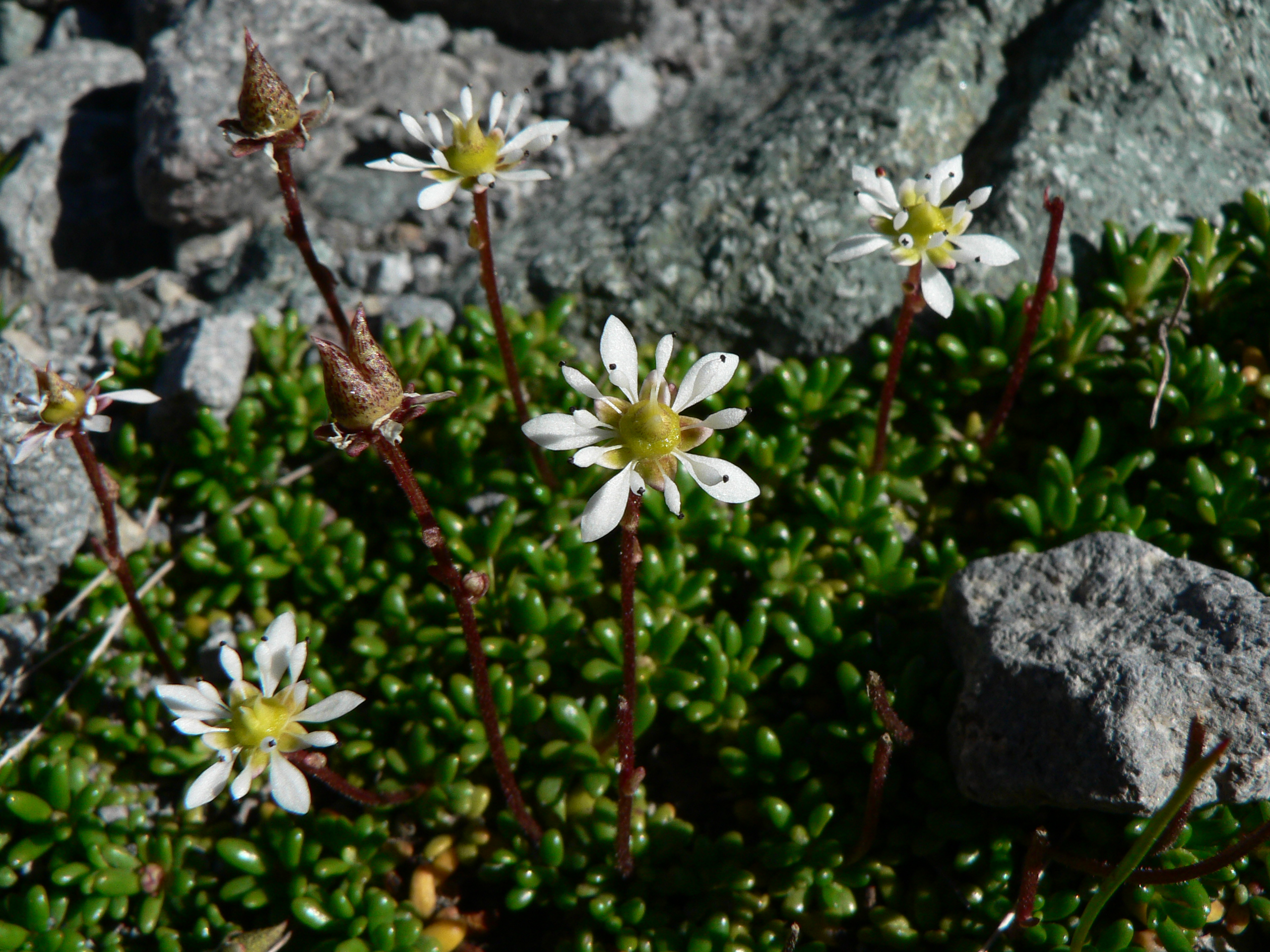